# Mauricio Vieyto
Mauricio Vieyto Acosta (Montevideo, 5 dicembre 1996) è un giocatore di beach volley uruguaiano.

## Risultati
Giochi panamericani
- 2015 Toronto: 5° (con Renzo Cairus)

Olimpiadi giovanili estivi
- 2014 Nanjing: 5° (con Marco Cairus)